# 46-я гвардейская танковая бригада
46-я гвардейская танковая Днестровско-Венская дважды Краснознамённая орденов Суворова и Кутузова бригада — танковая бригада Красной армии в годы Второй мировой войны.
Сокращённое наименование — 46 гв. тбр

## История
Ведёт свою историю от сформированной в апреле 1943 года в Тамбовской области на базе 168-го танкового полка 233-й танковой бригады. 
.
«За активное участие в разгроме немецко-фашистских войск на территории Румынии» и за отличия в боях при овладении г. Рымникул-Сэрат вместе с другими соединениями и частями 5-го механизированного корпуса была удостоена гвардейского звания (12 сентября)
За образцовое выполнение заданий командования при овладении г. Яссы награждена орденом Красного Знамени (15 сентября 1944 года).
В конце 1944 — начале 1945 бригада участвовала в боях на территории Венгрии.
За доблесть и мужество воинов в этих боях была награждена орденом Суворова 2-й степени (26 апреля 1945 года).
В Венской наступательной операции части бригады участвовали в уличных боях за Вену, в ходе которых овладели Западным вокзалом и вышли к Дунайскому каналу. Родина высоко оценила боевые действия бригады в этой операции. 17 мая 1945 ей было присвоено почётное наименование Венская".
Высокое воинское мастерство и образцы героизма в боях на территории Венгрии и Австрии показали воины танкового батальона под командованием гвардии лейтенанта Дмитрия Фёдоровича Лозы. Батальон, успешно продвигаясь, одним из первых вышел к Вене. Отважный командир батальона был удостоен звания Героя Советского Союза, а многие воины награждены орденами и медалями.
Во второй половине апреля 1945 бригада во взаимодействии с другими соединениями вела боевые действия по освобождению Чехословакии. 26 апреля 1945 её воины отличились в боях за г. Брно, за что бригада была награждена орденом Кутузова 2-й степени (28 мая 1945).
После завершения боевых действий в районе Праги бригада в составе 6-й гв. танковой армии была передислоцирована на Дальний Восток и включена в состав Забайкальского фронта. За образцовое выполнение заданий командования в боях по разгрому частей японской Квантунской армии и преодоление горного хребта Большой Хинган она была награждена вторым орденом Красного Знамени (20 сентября 1945).
За доблесть и мужество, проявленные в боях с немецко-фашистскими захватчиками и японскими милитаристами, 2370 воинов бригады были награждены орденами и медалями, а семь из них удостоены звания Героя Советского Союза.
Распоряжением командующего Забайкальско-Амурского военного округа № орг/129 от 24 ноября 1945 года бригада была переформирована в 46-й гвардейский танковый полк 9-й гвардейской механизированной дивизии.

## Состав
- 12 сентября 1944 г. переформирована в гвардейскую по штатам № 010/500-010/506:
- Управление бригады (штат № 010/500)
- 1-й отд. танковый батальон (штат № 010/501)
- 2-й отд. танковый батальон (штат № 010/501)•3-й отд. танковый батальон (штат № 010/501)
- Моторизованный батальон автоматчиков (штат № 010/502)
- Зенитно-пулемётная рота (штат № 010/503)
- Рота управления (штат № 010/504)
- Рота технического обеспечения (штат № 010/505)
- Медсанвзвод (штат № 010/506)

## Подчинение
Периоды вхождения в состав Действующей армии
с 04.11.1944 по 11.05.1945
с 09.08.1945 по 03.09.1945
- В составе 9-го гвардейского механизированного корпуса

## Командиры
- Командиры бригады
- 12.09.1944 — 00.10.1945	Михно, Николай Михайлович, гвардии подполковник
- 11.1945 — 24.11.1945	 Ковалёв, Никита Григорьевич, гвардии подполковник

- Начальники штаба бригады
- 00.10.1944 — 00.10.1945	Корюшкин Пётр Андреевич, гвардии подполковник
- Начальник политотдела (с июня 1943 г. он же заместитель командира по политической части)
- 04.11.1944 — 04.12.1945	Якимов Валентин Дмитриевич, гвардии майор, с 02.12.1944 — гвардии подполковник

## Отличившиеся воины
В годы войны за ратные подвиги свыше 2300 воинов бригады награждены орденами и медалями, а 7 присвоено звание Героя Советского Союза.
- Лоза, Дмитрий Фёдорович, гвардии капитан, командир 1-го танкового батальона.
- Михно, Николай Михайлович, гвардии подполковник, командир танковой бригады.
- Щербань,  Афанасий Михайлович, гвардии старший лейтенант, командир батальона.
- Якушкин, Иван Игнатьевич, гвардии капитан, командир танкового батальона.

 Кавалеры ордена Славы трёх степеней.
- Гаврилюк, Иван Климентьевич, гвардии рядовой, автоматчик танкодесантной роты.
- Кузнецов, Марк Петрович, гвардии старшина, механик-водитель танка .

## Награды и наименования
Личный состав бригады удостаивался благодарностей Верховного Главнокомандующего Вооружёнными Силами СССР 11 раз
| Награда, наименование     | Дата награждения                      | За что получена |
| ------------------------- | ------------------------------------- | --- |
| Гвардейская               | Приказ от 12 сентября 1944            | За участие в разгроме немецко-фашистских войск на территории Румынии и отличие в боях при овладении г. Рымникул-Сэрат |
| «Днестровская»            | 8 апреля 1944                         | по наследству от 233-й танковой бригады |
| «Венская»                 | Приказ ВГК от 17.05.1945              | За овладение г. Вена |
| орден Красного Знамени    | 15.9.1944                             | За образцовое выполнение заданий командования при овладении г. Яссы |
| орден Красного Знамени    | Указ Президиума ВС СССР от 20.09.1945 | За образцовое выполнение заданий командования в боях против японских войск на Дальнем Востоке при прорыве Маньчжуро-Чжалайнурского н Халун-Аршаиского укреплённых районов, форсировании горного хребта Большой Хинган, овладении городами Чанчунь, Мукден, Цицикар, Жэхэ, Дай-рэн, Порт-Артур и проявленные при этом доблесть и мужество |
| орден Суворова II степени | Указ Президиума ВС СССР от 26.04.1945 | За образцовое выполнение заданий командования в боях с немецкими захватчиками при овладении городами Секешфехервар, Мор, Зирез, Веспрем, Эньинг и проявленные при этом доблесть и мужество |
| орден Кутузова II степени | Указ Президиума ВС СССР от 28.05.1945 | За образцовое выполнение заданий командования в боях с немецкими захватчиками при овладении городом Брно и проявленные при этом доблесть и мужество |